# Cimetière de Passy

Der Eingang zum Friedhof in Passy

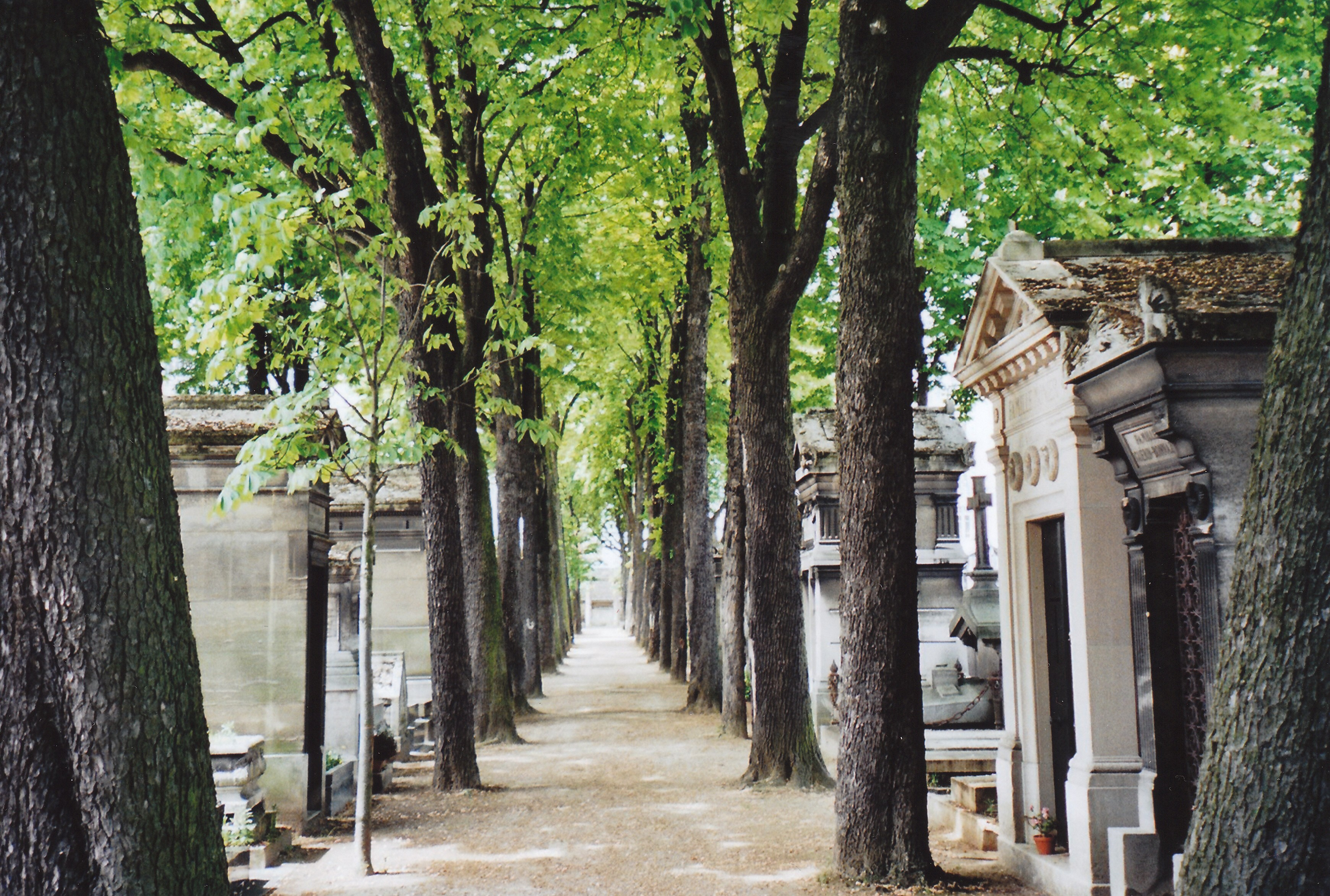
Weg auf dem Friedhof

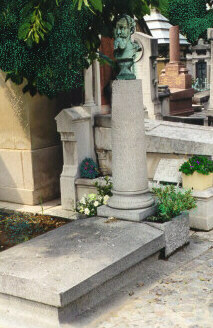
Grab Édouard Manet

Der Cimetière de Passy ist einer der berühmten Friedhöfe von Paris, er liegt in der 2 rue du Commandant Schloesing im 16. Arrondissement der französischen Hauptstadt.
Zu Beginn des 19. Jahrhunderts mussten in Paris mehrere neue Friedhöfe die alten ersetzen. Außerhalb der damaligen Grenzen der Hauptstadt wurden der Cimetière de Montmartre im Norden, der Cimetière du Père Lachaise im Osten und der Cimetière du Montparnasse im Süden eingerichtet. In der Stadt selbst entstand der Cimetière de Passy.
Eröffnet 1820 in den vornehmen Wohn- und Geschäftsvierteln des rive droite, nahe der Avenue des Champs-Élysées, war der Friedhof 1874 zum Begräbnisort der Pariser Aristokratie geworden: Es ist der einzige Friedhof der Stadt, dessen Trauerhalle geheizt ist.
Nach dem Ersten Weltkrieg wurde die Friedhofsmauer mit einem Basrelief zu Ehren der Soldaten versehen. Der Cimetière de Passy wird beschattet von Kastanien und befindet sich in unmittelbarer Nachbarschaft zum Palais de Chaillot.

## Persönlichkeiten (alphabetisch)
- Annabella (1907–1996), Schauspielerin
- Bao Dai (1913–1997), letzter Kaiser von Vietnam
- Natalie Clifford Barney (1876–1972), amerikanische Schriftstellerin
- Jean-Louis Barrault (1910–1994), Schauspieler
- Louis-Ernest Barrias (1841–1905), Bildhauer
- Julia Bartet (1854–1941), Schauspielerin, genannt „die göttliche Bartet“
- Marie Bashkirtseff (1859–1884), Malerin (Division 1; größtes und höchstes Mausoleum des Friedhofs)
- Maurice Bellonte (1896–1984), Pilot
- Tristan Bernard (1866–1947), Schriftsteller
- Joseph Blanc (1846–1904), Maler (Division 8)
- Nathalie Brasowa (1880–1952), russische Gräfin von Brassovo
- Romaine Brooks (1874–1970), italo-US-amerikanische Malerin und Bildhauerin
- Emmanuel de Las Cases (1766–1842), Autor von Mémorial de Sainte-Hélène
- Louis Castex (1896–1968), Luftfahrtpionier
- Cécile Chaminade (1857–1944), französische Pianistin und Komponistin (im Familiengrab Auguste Savard)
- Jean Chiappe (1878–1940), Politiker
- Gabriel Cognacq (1880–1951), Kaufhausbesitzer, Kunstsammler und Mäzen
- Dieudonné Costes (1892–1973), Pilot
- Francis de Croisset (1877–1937), Dramatiker
- Marcel Dassault (1892–1986), Flugzeugkonstrukteur
- Claude Debussy (1862–1918), Komponist (Division 14)
- Ghislaine Dommanget (1900–1991), Fürstin von Monaco, Ehefrau von Louis II.
- Henri Farman (1874–1958), Flugzeugpionier
- Edgar Faure (1908–1988), Politiker
- Gabriel Fauré (1845–1924), Komponist (Division 15; zusammen mit Emmanuel Frémiet)
- Hervé Faye (1814–1902), Astronom
- Fernandel (1903–1971), Schauspieler
- Emmanuel Frémiet (1824–1910), Bildhauer (Division 15; zusammen mit Gabriel Fauré)
- Maurice Gamelin (1872–1958), Offizier
- Rosemonde Gérard (1866–1953), Schriftsteller
- Constantin Virgil Gheorghiu (1916–1992), Schriftsteller
- Jean Giraudoux (1882–1944), Schriftsteller
- Hubert de Givenchy (1927–2018), Modeschöpfer und Designer
- James Gordon Bennett junior (1841–1918), amerikanischer Journalist vom New York Herald
- Gabriel Hanotaux (1853–1944), Diplomat und Historiker
- Paul Hervieu (1857–1915), Schriftsteller
- Charles Huntziger (1880–1941), Offizier und Politiker
- Jacques Ibert (1890–1962), Komponist
- Hector Lefuel (1810–1880), Architekt (Louvre; Palais Fould; Schloss Neudeck bei Beuthen/Oberschlesien)
- Joseph Florimond Loubat (1831–1927), US-amerikanischer Philanthrop und Privatgelehrter
- Georges Mandel (1885–1944), Politiker, Minister der PTT (Post, Telefon und Telegraphie) zwischen 1934 und 1936
- Édouard Manet (1832–1883), Maler (Division 4; zusammen mit Berthe Morisot)
- Joseph François Michaud (1767–1839), Historiker
- Alexandre Millerand (1859–1943), Präsident der französischen Republik
- Octave Mirbeau (1848–1917), Romancier, Journalist und Kunstkritiker
- Berthe Morisot (1841–1895), Malerin (Division 4; zusammen mit Édouard Manet)
- Eustace C. Grenville Murray (1824–1881), engl. Schriftsteller und Journalist
- Yves Nat (1890–1956), Pianist und Komponist
- Jean Patou (1887–1936), Mode- und Parfumdesigner
- Gabrielle Charlotte Réju dit Réjane (1856–1920), Schauspielerin
- Madeleine Renaud (1900–1994), Schauspielerin
- Marcel Renault (1872–1903), Automobilhersteller (Division 3)
- George Romanov (1910–1931), Neffe des Zaren Nikolaus II.
- Maurice Rostand (1891–1968), Schriftsteller
- Jeanne Samary (1857–1890), Schauspielerin
- André Siegfried (1875–1959), Schriftsteller
- Pierre-Christian Taittinger (1926–2009), Politiker und Unternehmer
- Haroun Tazieff (1914–1998), Vulkanologe
- Marie Ventura (1888–1954), Schauspielerin an der „Comédie-Française“
- Renée Vivien (1877–1909), englische Schriftstellerin und Dichterin
- Pearl White (1889–1938), amerikanische Schauspielerin